# Yasawa (archipel)
Pour les articles homonymes, voir Yasawa.
Yasawa est un archipel composé d'une vingtaine d'îles volcaniques situé dans la Division occidentale (province de Ba) des îles Fidji ayant une superficie totale approximative de 135 km2.
Cet archipel abrite un village fidjien: Yasawa i-Rara.

## Télévision

### En France
Saison 18 de Koh-Lanta
Koh-Lanta: Le Combat des héros